# Episodi de La valle delle rose selvatiche

## Prima stagione
| nº | Titolo originale      | Titolo italiano    | Prima TV Germania | Prima TV Italia |
| -- | --------------------- | ------------------ | ----------------- | --------------- |
| 1  | Was das Herz befiehlt | Promessa d'amore   | 29 gennaio 2006   |                 |
| 2  | Verzicht aus Liebe    | Un amore per Grace | 12 febbraio 2006  |                 |
| 3  | Bis ans Ende der Welt | Lady Helen         | 17 ottobre 2006   |                 |

## Seconda stagione
| nº | Titolo originale       | Titolo italiano         | Prima TV Germania | Prima TV Italia |
| -- | ---------------------- | ----------------------- | ----------------- | --------------- |
| 1  | Herz im Wind           | Sorgente d'amore        | 28 gennaio 2007   |                 |
| 2  | Triumph der Liebe      | La fattoria del destino | 11 febbraio 2007  |                 |
| 3  | Im Herzen der Wahrheit | Il vaccino del cuore    | 25 febbraio 2007  |                 |
| 4  | Vermächtnis der Liebe  | Eredità d'amore         | 18 marzo 2007     |                 |

## Terza stagione
| nº | Titolo originale    | Titolo italiano       | Prima TV Germania | Prima TV Italia |
| -- | ------------------- | --------------------- | ----------------- | --------------- |
| 1  | Ritt ins Glück      | Il prezzo dell'anima  | 16 dicembre 2007  |                 |
| 2  | Fluss der Liebe     | La fattoria sul fiume | 17 febbraio 2008  |                 |
| 3  | Gipfel der Liebe    | Caduta dal cielo      | 30 marzo 2008     |                 |
| 4  | Prüfung des Herzens | Giallo nella valle    | 20 aprile 2008    |                 |

## Quarta stagione
| nº | Titolo originale    | Titolo italiano     | Prima TV Germania | Prima TV Italia |
| -- | ------------------- | ------------------- | ----------------- | --------------- |
| 1  | Zerrissene Herzen   | Cuori strappati     | 9 novembre 2008   |                 |
| 2  | Die Macht der Liebe | La forza dell'amore | 23 novembre 2008  |                 |